# Ville-Stollen

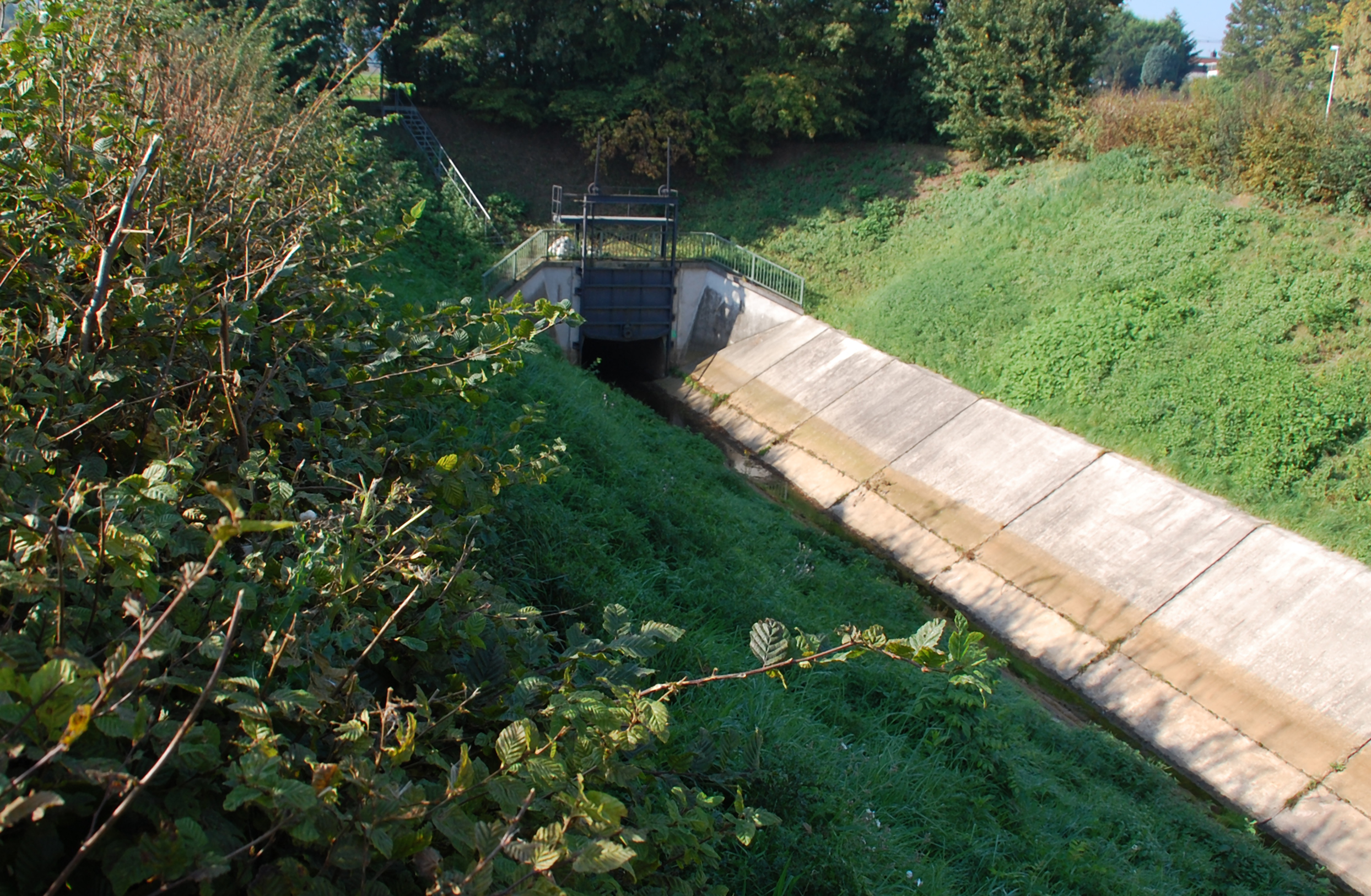
Kölner Randkanal direkt nach dem Austritt des Ville-Stollens nahe Frechen-Königsdorf

Der Ville-Stollen ist ein Entwässerungsstollen, der von Götzenkirchen unter der Ville hindurch bis Frechen-Königsdorf reicht. Der Stollen dient dazu, bei Hochwasser Wasser aus der Erft in den Kölner Randkanal und damit in den Rhein abzuführen. Es handelt sich um eine künstliche Röhre mit einer Länge von sechs Kilometern und einer Querschnittsfläche von neun Quadratmetern.

## Geschichte
Der Ville-Stollen wurde gebaut, um das bei der Sümpfung der Braunkohle-Tagebaue im Rheinischen Revier anfallende, zusätzlich in die Erft geleitete Wasser aufzunehmen und abzuleiten. Obwohl die Wassermenge, die bei Kenten in die Erft gepumpt wird, zu einem sehr großen Teil genutzt wird, kommt es vor allem nach schweren Regenfällen und während der Schneeschmelze häufig bereits im Unterlauf der Erft zu Überschwemmungen, die durch zusätzliches Wasser noch verstärkt würden. Heute werden jährlich etwa 550 Millionen Kubikmeter Wasser aus den Tagebauen, vor allem dem Tagebau Hambach, in die Erft gepumpt. Die Nutzung erfolgt als Kühlwasser in den Kraftwerken der RWE Power entlang der Erft, zur Bewässerung der Feuchtgebiete im Schwalm-Nettetal und zur Gewinnung von Trinkwasser.

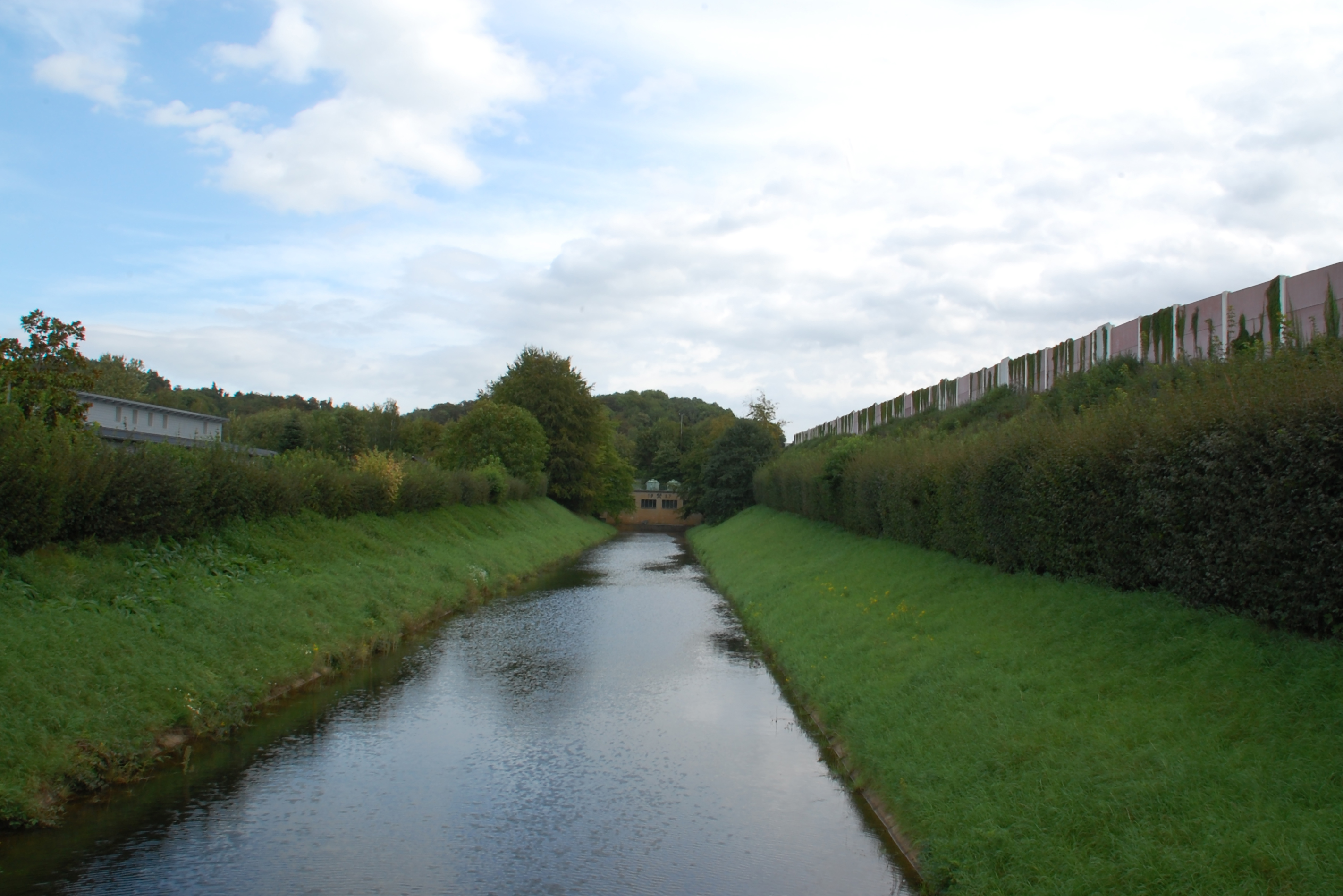
Kanal mit Pumpwerk Götzenkirchen

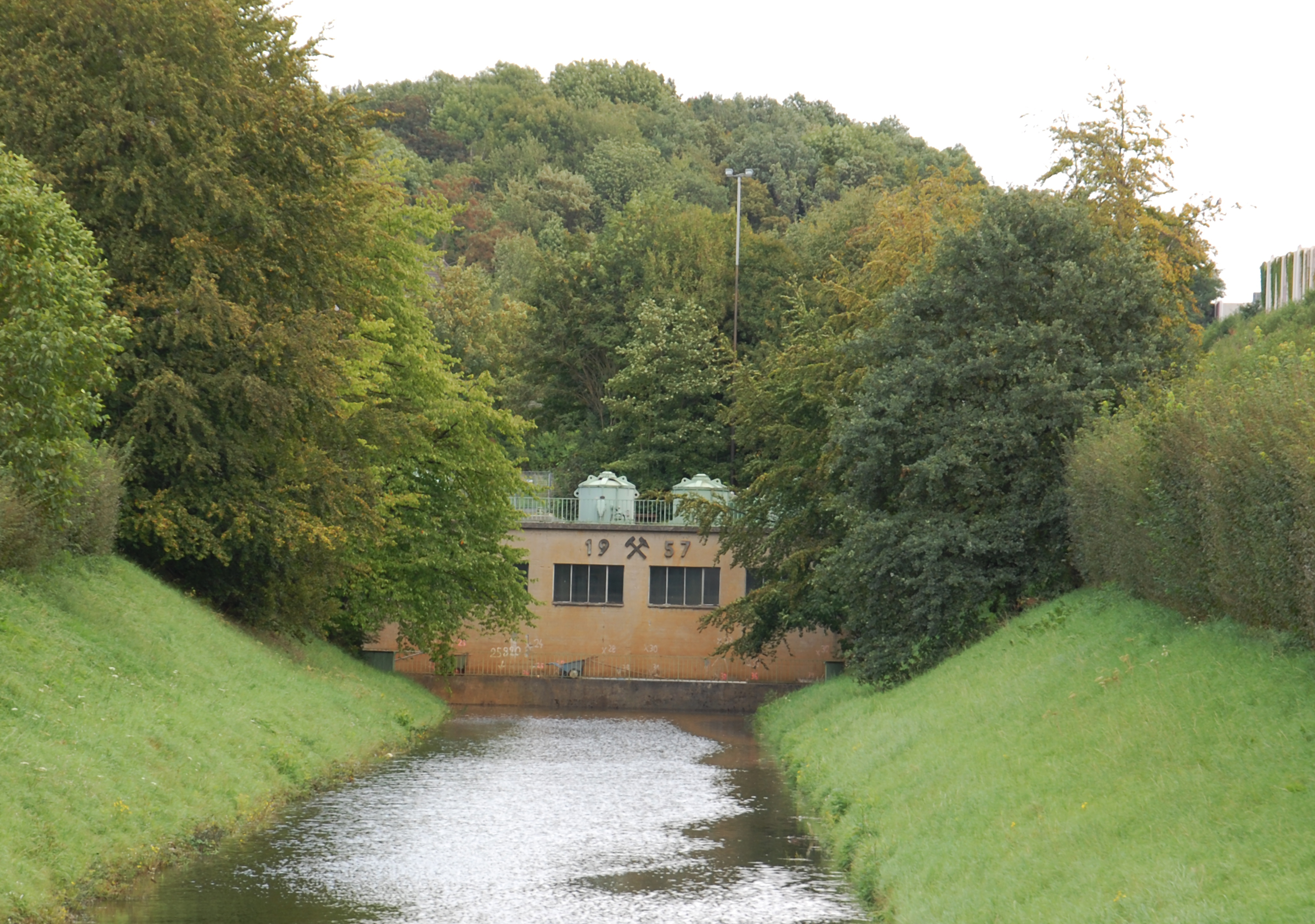
Pumpwerk Götzenkirchen

Die Planungen für den Ville-Stollen als zusätzlichen Abfluss der Erft begannen in den frühen 1950er Jahren. Als Lösung wurde ein zweiter Ablauf der Erft zum Rhein über den 1954 bis 1955 gebauten Kölner Randkanal vorgeschlagen, für den allerdings ein Tunnel durch den Villerücken getrieben werden musste, der zwischen der Erft und dem Rheintal liegt. Der Tunnel wurde von dem damaligen Betreiber der Tagebaue, dem Unternehmen Rheinbraun, zwischen Götzenkirchen bis nach Neu-Buschbell getrieben, wobei parallel von fünf Schächten aus über einen Zeitraum von zwei Jahren mehr als 100 Arbeiter eingesetzt wurden. "Mit dem Pumpwerk Horrem-Götzenkirchen konnten größere Wassermengen aus der Erft in den Randkanal geleitet werden. Hierdurch war es überhaupt nur möglich, die bei der Trockenlegung des Tgb. Fortuna-Garsdorf anfallenden Wassermassen über die Erft abzuführen. Insgesamt wurden in der Betriebszeit von Fortuna-Garsdorf mehr als 15.940 Mio. m³ Grundwasser hier gefördert."
An der Erft selber wurden bei Kerpen ein Abschlag und ein Kanal nach Götzenkirchen angelegt, sodass das Wasser bei Hochwasser direkt nach Götzenkirchen abfließen kann. Am Ende des Kanals wurde ein Pumpwerk errichtet, um das ankommende Wasser in den 10 Meter höher beginnenden Stollen zu pumpen. Das Pumpwerk mit einer Leistung von bis zu 8,5 Kubikmeter Wasser pro Sekunde konnte 1957 den Betrieb aufnehmen. Das Wasser fließt dann durch den Stollen nach Neu-Buschbell in den Kölner Randkanal in Richtung Worringen und dann in den Rhein.

## Aktuelles
Im Jahr 2010 wurde der Ville-Stollen und die Gesamtanlage auf Beschädigungen untersucht, die Pumpen und die Elektrik der Pumpanlagen sollten ausgetauscht werden, wobei die Kosten auf einen zweistelligen Millionenbetrag geschätzt wurde. Entsprechend einem Landschaftsplan des Amts für Umweltschutz und Kreisplanung des Rhein-Erft-Kreises soll geprüft werden, ob "die zwischen Burg Mödrath und Götzenkirchen verlaufenden Entwässerungskanäle
(Südliche Zuleitung zu Kölner Randkanal) der Rheinbraun AG, die der Ableitung von Sümpfungswässern und Erfthochwässern zur Pumpstation Götzenkirchen dienen, beseitigt und der natürliche Geländezustand wiederhergestellt werden kann." Dabei wird angenommen, dass dies "spätestens mit der Inbetriebnahme des Hochwasserrückhaltebeckens im rekultivierten Tagebau Frechen durch den Erftverband möglich sein" sollte.